# Stockuhr

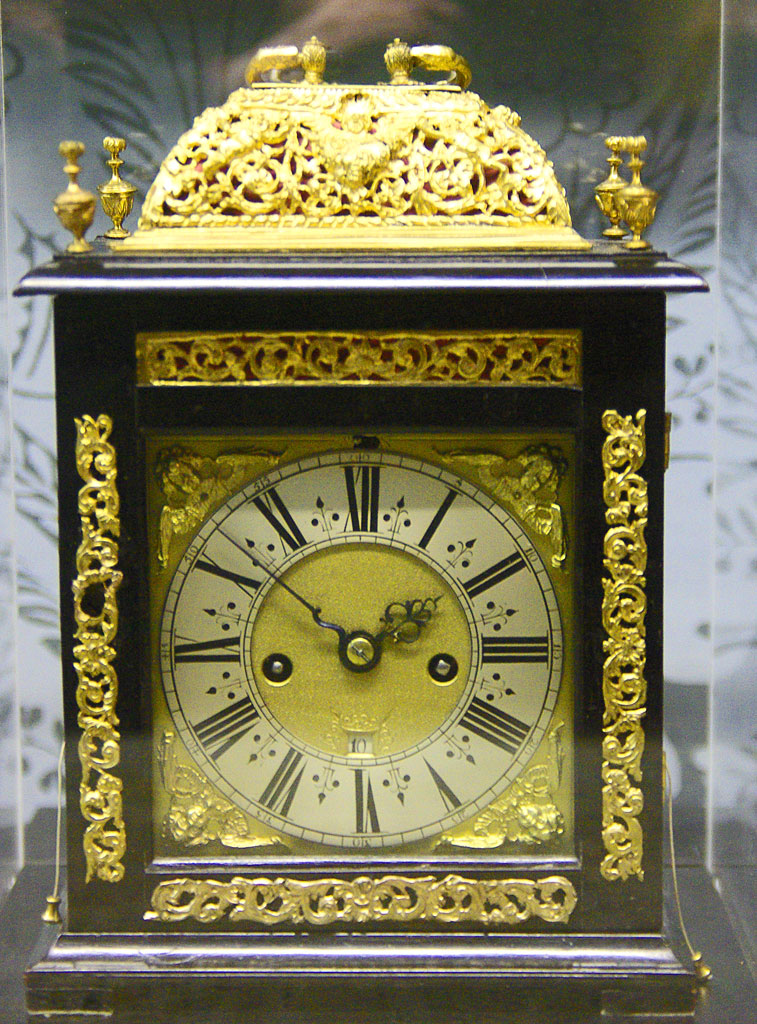
„Bracket Clock“ von Daniel Quare in Walker Art Gallery, Liverpool

Als Stockuhren (auch Stutzuhren oder englisch Bracket Clocks) wird eine Form von Räderuhren mit Federwerk bezeichnet, die zum Aufstellen auf Tischen, Kommoden, Kaminen oder Konsolen geeignet sind, und sich dadurch von Bodenstanduhren, Wanduhren und tragbaren Uhren abgrenzen. Stockuhren werden unterschieden in
- Altaruhren
- Figurenuhren
- Pendulen
- Portaluhren
- Spiegeluhren
- Tischuhren
- Türmchenuhren
- Zappler.

Große Bedeutung für die Entwicklung der Stockuhren hatte die Pendelkonstruktion des holländischen Physikers Christiaan Huygens (1629–1695).
Charakteristisch für Stockuhren des 17. und 18. Jahrhunderts sind massive Messingwerke mit Spindelgang und Federantrieb mit Kette und Schnecke. Bedeutende Beispiele für meisterhafte Bracket Clocks stammen vom Londoner Uhrmacher Thomas Tompion (1639–1713).

## Hersteller
- Winterhalder & Hofmeier